# Dicranum flagellare
Dicranum flagellare (Peitschen-Gabelzahnmoos) ist eine Laubmoos-Art aus der Familie Dicranaceae. Ein häufig gebrauchtes Synonym ist Orthodicranum flagellare (Hedw.) Loeske.

## Merkmale
Das Moos bildet mäßig dichte, lebhaft grüne bis gelbgrüne Rasen, die besonders häufig im Spätsommer und Herbst mit den für diese Art typischen nadelförmigen, gelblichen, etwa 3 Millimeter hohen Brutsprossen übersät sind. In dieser Phase ist es beinahe unverwechselbar und leicht im Gelände zu erkennen.
Die bis 5 Zentimeter großen Pflanzen sind meist dicht rhizoidfilzig. Die schwach einseitswendigen Blätter sind schmal lanzettlich und in eine röhrenförmige Pfriemenspitze auslaufend, nur an der Spitze gezähnt, sonst ganzrandig. Die Rippe nimmt am Blattgrund etwa ein Drittel der Blattbreite ein und reicht bis in die Blattspitze oder endet kurz vor dieser. Die Laminazellen sind oben quadratisch bis kurz rechteckig, glatt, nicht oder kaum getüpfelt, an der Blattbasis verlängert. Sporenkapseln werden nur sehr selten ausgebildet.

## Verbreitung und Standortansprüche
Dicranum flagellare kommt in Europa, Teilen Asiens und von Nordamerika bis zum nordwestlichen Südamerika vor. In Mitteleuropa ist das Moos nur mäßig häufig bis seltener. Es ist kalkmeidend und wächst von Tieflagen bis in mittlere Gebirgslagen in grund- und luftfeuchten Wäldern vorwiegend auf Borke und morschem Holz.